# Рахматуллаев, Асад
Асад Рахматуллаев (узб. Asad Rahmatullayev) — советский хозяйственный, государственный и политический деятель.

## Биография
Родился в 1912 году в кишлаке Гандумтош. Член КПСС с 1940 года.
С 1932 года — на хозяйственной, общественной и политической работе. В 1932—1966 гг. — комсомольский и хозяйственный работник в Узбекской ССР, директор 1-й Митонской машинно-тракторной станции, первый секретарь Митанского, Бешкентского, Китабского райкомов КП Узбекистана, секретарь Кашкадарьинского обкома КП Узбекистана, заместитель председателя Самаркандского облисполкома, председатель Кашкадарьинского облисполкома, первый секретарь Самаркандского райкома КП Узбекистана.
Избирался депутатом Верховного Совета Узбекской ССР 3-го, 4-го, 5-го и 7-го созывов.
Умер в 1968 году.